# Цветанка Варимезова
Цветанка Тодорова Варимезова е българска народна певица и музикален педагог.

## Биография
Родена е на 19 април 1960 г. в Пазарджик. В периода 1974 – 1979 г. учи в Средно музикално училище в Котел, а от 1979 до 1983 г. – в Музикалната академия в Пловдив. През 1984 – 1991 г. е диригентка на хора в Ансамбъл за народни песни и танци – Пазарджик. Печели конкурс за солист в Държавен ансамбъл „Филип Кутев" (1992 – 1993). През 1993 г. е музикален педагог с хор „Усмивка" в Копенхаген, Дания. От 1994 до 1996 г. участва в хор „Космически гласове". Музикален педагог на хор „Седянка" в Дания (1994), хор „Невенка" в Лос Анджелис (2002), хор „Китка" в Сан Франциско, САЩ (2002). През 2006 г. преподава на студенти в Гърция, води майсторски клас по музика в Ритмична консерватория в Копенхаген, Дания (2006). От 2001 г. преподава български музикален фолклор в Калифорнийския университет в Лос Анджелис, САЩ.